# Kabinett Koizumi I
Das erste Kabinett Koizumi (jap. 第1次小泉内閣, daiichiji Koizumi naikaku) regierte Japan unter Führung von Premierminister Jun’ichirō Koizumi vom 26. April 2001 bis zu einer Kabinettsumbildung am 30. September 2002.
Nach dem Rücktritt Yoshirō Moris als Vorsitzender der Liberaldemokratischen Partei (LDP) und Premierminister wurde Koizumi (Mori-Faktion) am 24. April 2001 gegen Ryūtarō Hashimoto (Hashimoto-Faktion) und Tarō Asō (Kōno-Gruppe) zum Parteivorsitzenden gewählt und zwei Tage später im Parlament als Premierminister designiert. Seinem Koalitionskabinett aus LDP, Kōmeitō und Konservativer Partei gehörten einschließlich des Premierministers bei Amtsantritt 14 Abgeordnete des Shūgiin, des Unterhauses, einer des Sangiin, des Oberhauses, und drei Nichtmitglieder des Parlaments an.
Im Juli 2001 fand die Sangiin-Wahl 2001 statt, die mit einem klaren Sieg für die LDP endete.

## Staatsminister
| Amt | Name                                 | Bild                | Kammer  | Fraktion            | Faktion       |
| --- | ------------------------------------ | ------------------- | ------- | ------------------- | ------------- |
| Premierminister | Jun’ichirō Koizumi                   | Jun’ichirō Koizumi  | Shūgiin | LDP                 | (Mori)        |
| Minister für Innere Angelegenheiten und Kommunikation | Toranosuke Katayama                  | Toranosuke Katayama | Sangiin | LDP                 | Hashimoto     |
| Justizministerin | Mayumi Moriyama                      | Mayumi Moriyama     | Shūgiin | LDP                 | Kōmura        |
| Außenminister(in) | Makiko Tanaka bis 30. Januar 2002    | Makiko Tanaka       | Shūgiin | LDP                 | —             |
| Außenminister(in) | Jun’ichirō Koizumi vorübergehend     | Jun’ichirō Koizumi  | Shūgiin | LDP                 | (Mori)        |
| Außenminister(in) | Yoriko Kawaguchi ab 1. Februar 2002  | Yoriko Kawaguchi    | —       | —                   | —             |
| Finanzminister | Shiokawa Masajūrō                    | Shiokawa Masajūrō   | Shūgiin | LDP                 | Mori          |
| Ministerin für Bildung, Kultur, Sport, Wissenschaft und Technologie                                                                                                 | Atsuko Tōyama                        | Atsuko Tōyama       | —       | —                   | —             |
| Minister für Gesundheit, Arbeit und Soziales | Chikara Sakaguchi                    | Chikara Sakaguchi   | Shūgiin | Kōmeitō             | —             |
| Minister für Landwirtschaft, Forsten und Fischerei | Tsutomu Takebe                       | Tsutomu Takebe      | Shūgiin | LDP                 | Yamasaki      |
| Wirtschaft, Handel und Industrie zuständig für die Weltausstellung                                                                                                  | Takeo Hiranuma                       | Takeo Hiranuma      | Shūgiin | LDP                 | Yamasaki      |
| Ministerin für Land, Infrastruktur und Transport zuständig für die Übertragung von Hauptstadtfunktionen                                                             | Chikage Ōgi                          | Chikage Ōgi         | Shūgiin | Konservative Partei | —             |
| Umweltminister(in) zuständig für globale Umweltfragen | Yoriko Kawaguchi bis 8. Februar 2002 | Yoriko Kawaguchi    | —       | —                   | —             |
| Umweltminister(in) zuständig für globale Umweltfragen | Hiroshi Ōki ab 8. Februar 2002       | Hiroshi Ōki         | Shūgiin | LDP                 | —             |
| Chefkabinettssekretär | Yasuo Fukuda                         | Yasuo Fukuda        | Shūgiin | LDP                 | Mori          |
| Vorsitzender der Nationalen Kommission für Öffentliche Sicherheit Staatsminister für Katastrophenmanagement zuständig für die Kommission für Lebensmittelsicherheit | Jin Murai                            | Jin Murai           | Shūgiin | LDP                 | —             |
| Leiter der Verteidigungsbehörde | Gen Nakatani                         | Gen Nakatani        | Shūgiin | LDP                 | Katō/Ozato    |
| Staatsminister für Angelegenheiten von Okinawa und der Nördlichen Territorien Staatsminister für Wissenschafts- und Technologiepolitik                              | Kōji Omi                             | Kōji Omi            | Shūgiin | LDP                 | Mori          |
| Staatsminister für den Finanzsektor | Hakuo Yanagisawa                     | Hakuo Yanagisawa    | Shūgiin | LDP                 | Katō/Horiuchi |
| Staatsminister für Wirtschafts- und Steuerpolitik zuständig für IT-Politik                                                                                          | Heizō Takenaka                       | Heizō Takenaka      | —       | —                   | —             |
| Staatsminister für Deregulierung zuständig für Verwaltungsreform | Nobuteru Ishihara                    | Nobuteru Ishihara   | Shūgiin | LDP                 | —             |

Anmerkung: Der Premierminister gehört während seiner Amtszeit offiziell keiner Faktion an.

## Entlassung
- Außenministerin Tanaka wurde von Premierminister Koizumi im Streit über ihre Führungsstärke entlassen.[2]